# Tvořihráz

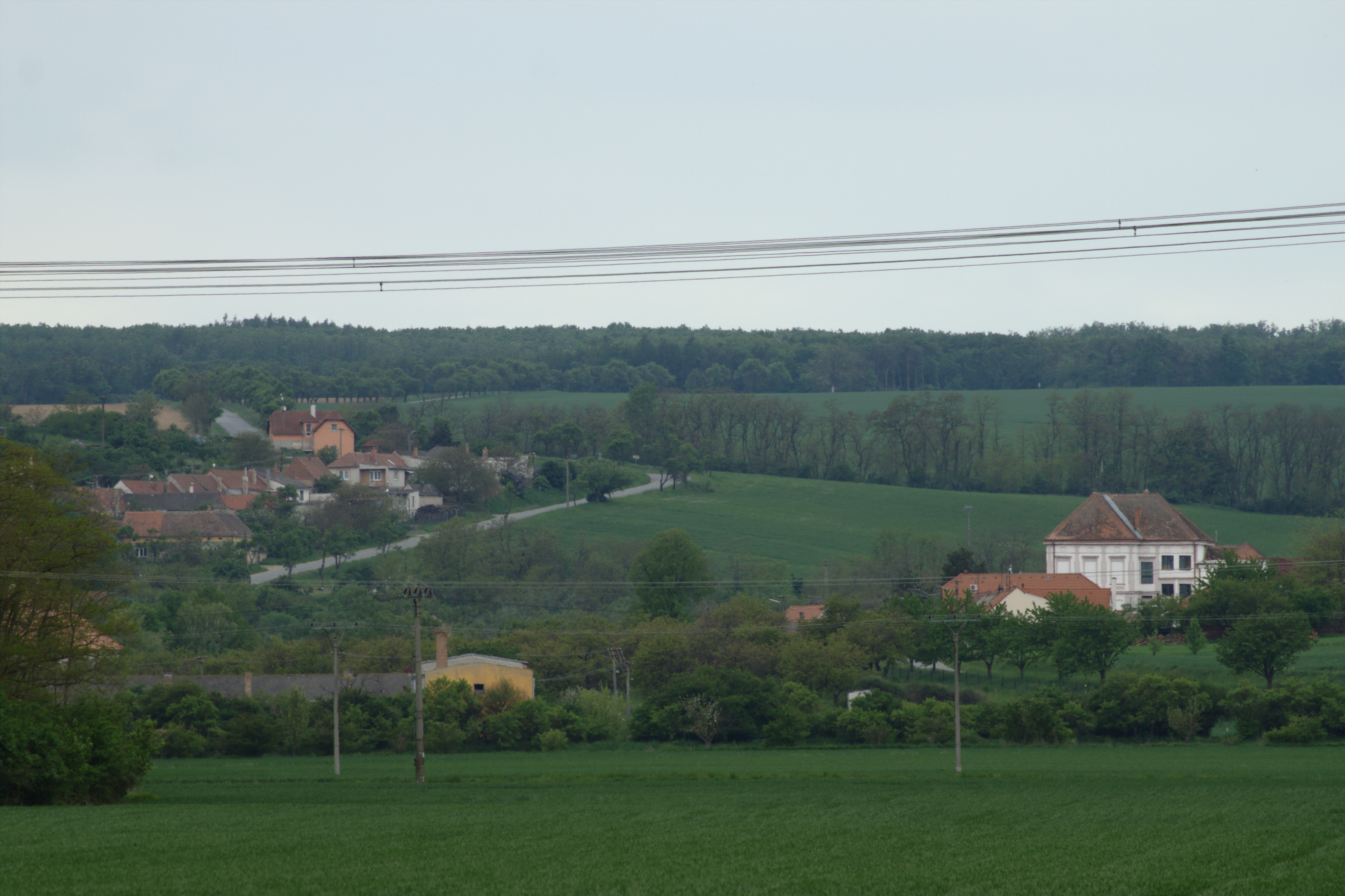
Blick von Žerotice auf Tvořihráz

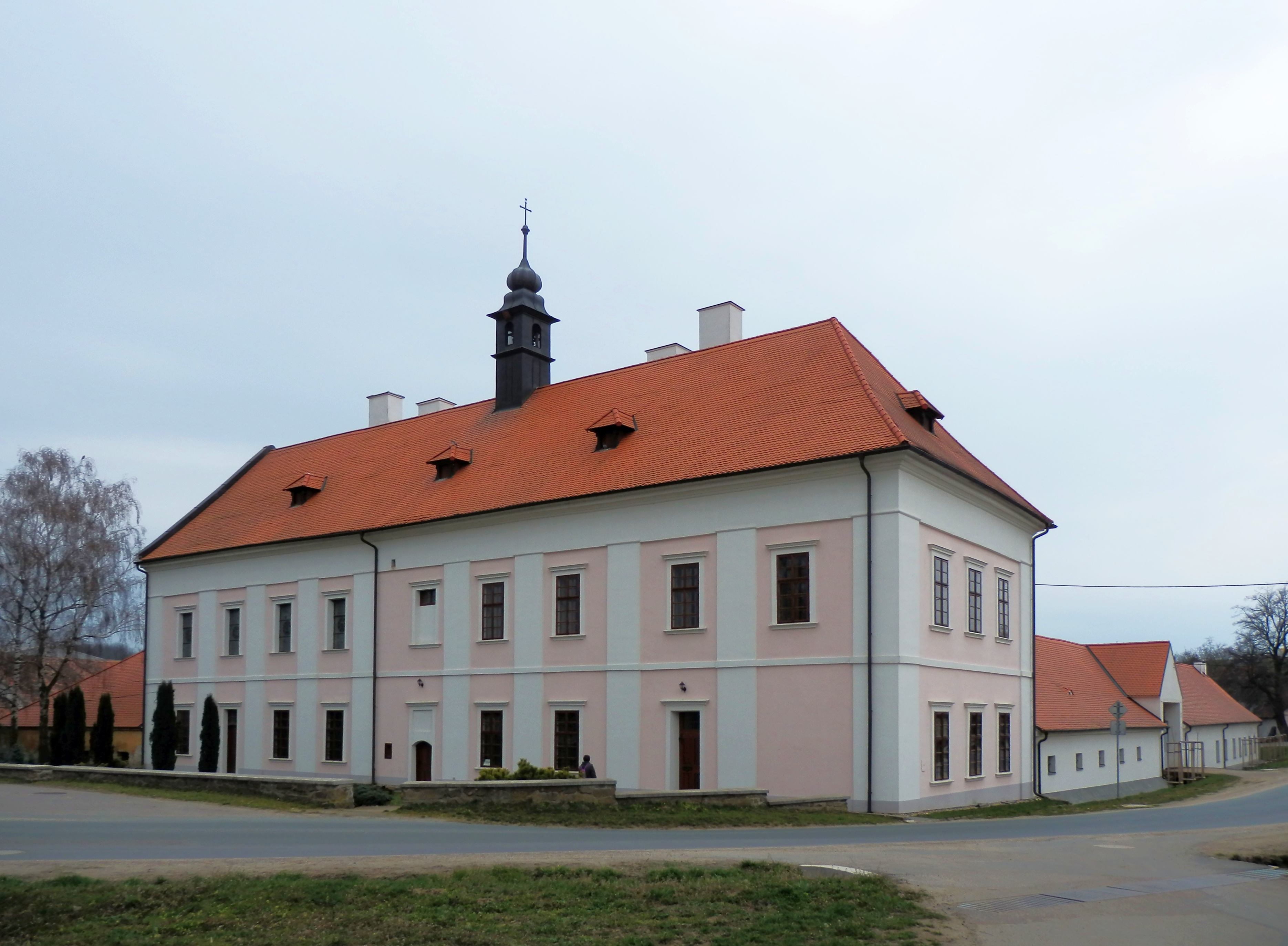
Schloss Tvořihráz

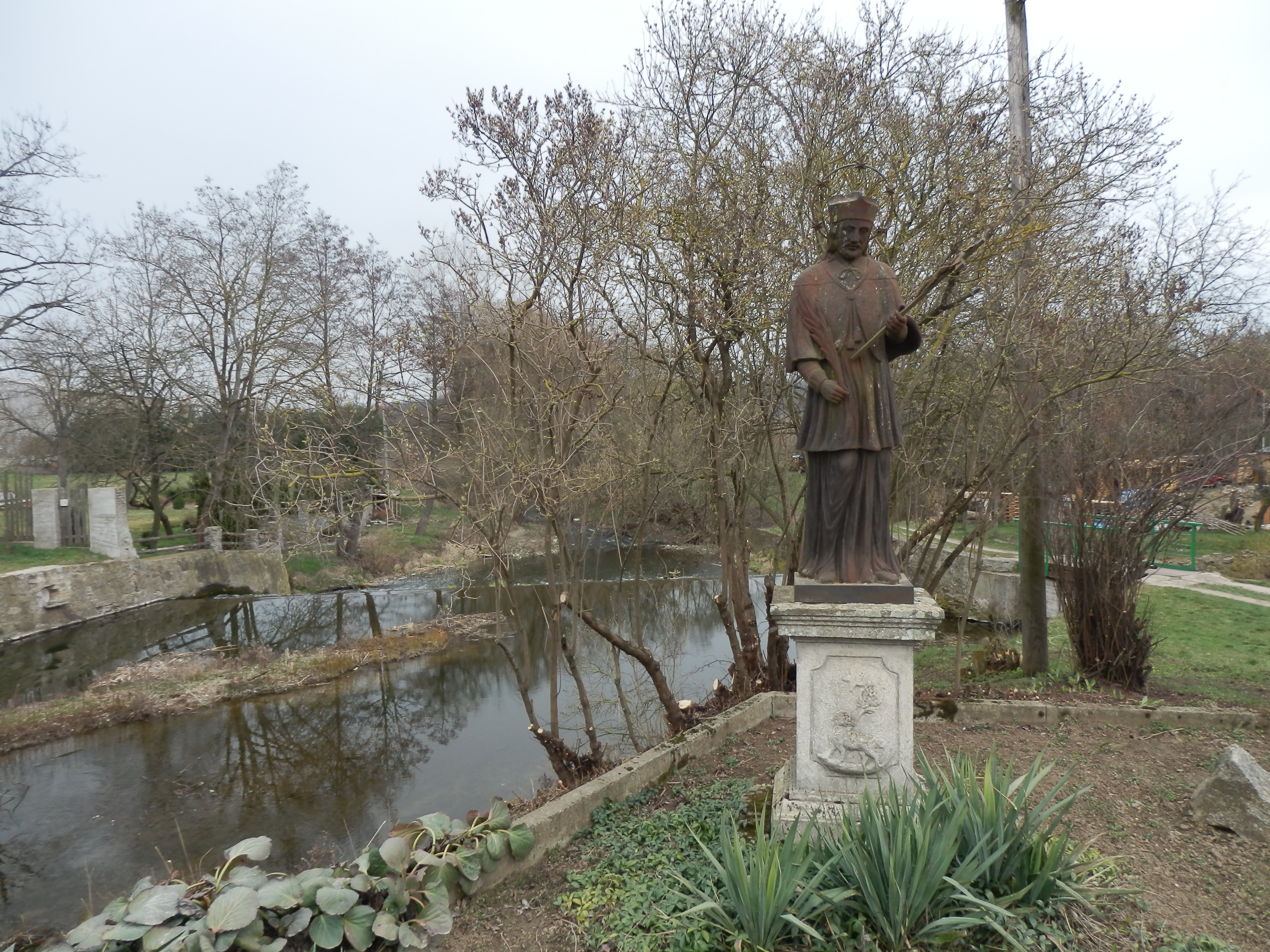
Statue des hl. Johannes von Nepomuk

Tvořihráz (deutsch Durchlaß) ist eine Gemeinde in Tschechien. Sie liegt zehn Kilometer nordöstlich von Znojmo und gehört zum Okres Znojmo.

## Geographie
Tvořihráz befindet sich am südöstlichen Abfall der Jevišovická pahorkatina (Jaispitzer Hügelland) im Tal des Flüsschens Jevišovka. Südöstlich erhebt sich die Kamenná hora (Silberried, 278 m n.m.), im Südwesten der Deblínek (356 m n.m.), westlich die Ruda (348 m n.m.) sowie im Nordwesten der Na Brtníku (279 m n.m.). Zweieinhalb Kilometer südlich liegen im Tal der Únanovka der Stausee Těšetice und der Teich Bohunický rybník.
Nachbarorte sind Koráb, Višňové und Horní Dunajovice im Norden, Domčice, Želetice und Žerotice im Nordosten, Loucký Mlýn, Vítonice und Kyjovice im Osten, Bohunice, Prosiměřice und Bantice im Südosten, Těšetice, Dyje und Purkrábka im Süden, Suchohrdly, Kuchařovice, Svatý Hubert und Únanov im Südwesten, Plenkovice, Hluboké Mašůvky und Plaveč im Westen sowie Výrovice und Mikulovice im Nordwesten.

## Geschichte
Die im 14. Jahrhundert errichtete Feste Tvořihráz war der Sitz der Vladiken von Tvořihráz; im 14. und 15. Jahrhundert bestanden in dem Ort zudem drei Freihöfe. Die erste urkundliche Erwähnung des Dorfes erfolgte im Jahre 1349, als Albert von Tvořihráz Witwe Hedwig ihrem Bruder Wilhelm einen Hof abtrat. Ab 1351 besaßen auch die Vladiken von Wranyn sowie Adam von Žerotice Teile des Dorfes. Vor 1385 einigte sich Líček von Lulcz mit seinen Brüdern Johann, Mix und Friedrich, wobei er seinen Anteil von Lulcz gegen einen Anteil an Tvořihráz eintauschte. 1406 erwarb Sigmund von Platsch einen Anteil, 1447 wurde Sigmund Weitmühler von Žerotice Besitzer eines Hofes. Im Jahre 1481 verkaufte Brigitta von Lulcz die Feste Tvořihráz mit den Dörfern Tvořihráz und Psáry an Markus d. J. von Lulcz. 1492 trat der mährische Oberstlandschreiber Tobias von Obřanberg seine Rechte an einem Hof in Tvořihráz an Matthäus Pešek von Tvořihráz ab.
Im Jahre 1500 erwarb das Znaimer Dominikanerkloster die Dörfer Tvořihráz und Psáry für 1600 Schock Groschen von Wenzel von Bučice. Tvořihráz war zu dieser Zeit ein Weinbauort und von Wein- und Obstgärten umgeben. Zusammen mit dem Gut Žerotice überließ Wenzel von Weitmühl 1512 auch einen Hof in Tvořihráz an Heinrich Lechvický von Zástřizl. 1588 verpfändete das Kloster das Dorf Durchlaß für 15 Jahre gegen eine jährliche Zahlung von 200 Gulden sowie Naturalienlieferungen an den mährischen Landeshauptmann Hynek von Waldstein auf Pirnitz, den es 1591 den Aufkauf eines Hauses zur Einrichtung einer Meierhofes gestattete. Anfang des 17. Jahrhunderts war Durchlaß an Karl II. von Münsterberg verpfändet, dem Kaiser Rudolf II. im Jahre 1602 befahl, das Dorf im guten Stande zu halten und nach Ablauf der Pfandzeit dem Kloster zurückzugeben. Im Jahre 1634 brannte das gesamte Dorf nieder.
Nach dem Ende des Dreißigjährigen Krieges ließen die Dominikaner das zerstörte Dorf wieder aufbauen, die Ruine der Feste wurde abgetragen. 1663 wurde das Gut um einem Anteil von Moratitz erweitert, den Hartmann von Liechtenstein den Dominikanern geschenkt hatte. 1666 kaufte der Prior Anton Misenius von Veit von Nattermann für 8.100 Gulden zwei Freihöfe in Ratišovice mit Zubehör hinzu. Im Jahre 1668 begann der Bau eines neuen Meierhofes in Durchlaß. Zu Ende des 17. Jahrhunderts brachen in Durchlaß mehrere große Brände aus. 1689 erfolgte die Grundsteinlegung für ein Barockschloss als Sommersitz der Znaimer Dominikaner. Im Jahre 1694 entstanden unter dem Schloss ausgedehnte Weinkeller zur Lagerung des Messweins, mit dem sämtliche Dominikanerklöster im Land beliefert wurden. Am 24. August 1749 erwarb das Kloster noch den bisher zum Gut Platsch gehörigen letzten Freihof in Durchlaß für 12.000 Rheinische Gulden von Johann Wenzel von Widmann. Der dafür vorgesehene Verkauf des Anteils von Moratitz und einer Lahn in Ribnik erfolgte jedoch nicht. Im Jahre 1809 wurde das Gut von französischen Truppen geplündert. 1813 wurde in einer Chaluppe eine Tochterschule der Žerotitzer Schule eingerichtet. 1828 erfolgte der Bau eines eigenen Schulhauses. In den Jahren 1831 und 1832 verstarben mehrere Einwohner an der orientalischen Brechruhr.
Im Jahre 1834 umfasste das Klostergut Durchlaß eine Fläche von 2337 Joch 1120 Quadratklafter, auf seinem Gebiet lebten 718 mährischsprachige Katholiken in den Dörfern Durchlaß und Ratischowitz sowie einem Anteil von Moratitz. Haupterwerbsquelle bildete die Landwirtschaft, wobei der Ackerbau den Schwerpunkt bildete. Der Weinbau hatte seine Bedeutung verloren, die Durchlaßer Weine galten als mittelmäßig. Zu dieser Zeit hatten jedoch Versuche der Dominikaner erbracht, dass an den Hängen bei Durchlaß bei sorgfältiger Pflege auch sehr gute Weine zu gewinnen waren. Die Wälder wurden in zwei Forstrevieren, dem Durchlaßer und dem Ratischowitzer Revier bewirtschaftet. Das Kloster unterhielt je zwei Rinder- und Schafhöfe. Einzige Gewerbe waren ein Brauhaus, eine Branntweinbrennerei, eine Hammerschmiede und eine Mühle. Das Dorf Durchlaß bzw. Twřohráz, früher auch Twořerad genannt, bestand aus 94 Häusern mit 450 Einwohnern. Im Ort gab es ein einstöckiges obrigkeitliches Schloss, eine Tochterschule, ein Brau- und Branntweinhaus, eine Hammerschmiede, ein Wirtshaus sowie einen obrigkeitlichen Rind- und Schafhof. Pfarrort war Žerotitz. Bis zur Mitte des 19. Jahrhunderts war Durchlaß der Amtssitz des gleichnamigen Klostergutes.
Nach der Aufhebung der Patrimonialherrschaften bildete Tvořiraz / Durchlaß ab 1849 eine Gemeinde im Gerichtsbezirk Znaim. 1868 wurde die Gemeinde Teil des Bezirkes Znaim. Zum Ende des 19. Jahrhunderts wurde zunächst Tvoříráz, später Tvoříhráz, als tschechischer Ortsname verwendet. 1899 wurde eine Freiwillige Feuerwehr gebildet. 1908 erfolgte der Bau eines neuen Schulhauses. Nach dem Ersten Weltkrieg zerfiel der Vielvölkerstaat Österreich-Ungarn, die Gemeinde Tvoříhráz wurde 1918 Teil der neu gebildeten Tschechoslowakischen Republik. Der heutige Ortsname Tvořihráz wurde 1924 eingeführt.
Nach dem Münchner Abkommen verblieb Tvořihráz 1938 bei der Tschechoslowakei und wurde dem Okres Moravské Budějovice zugeordnet. Bis 1945 lag das Dorf an der Grenze zum Deutschen Reich. Nach dem Ende des Zweiten Weltkrieges kam Tvořihráz zum Okres Znojmo zurück. Nach dem Februarumsturz wurde 1948 das Gut und Schloss Tvořihráz aus dem Eigentum des Znaimer Dominikanerklosters konfisziert und verstaatlicht.
Zu Beginn des 21. Jahrhunderts ließ die Gemeinde das ortsbildprägende verfallene Schloss sanieren. Seit 2013 befindet sich darin ein kleines Museum, außerdem werden einmal in der Woche in der Schlosskapelle Messen gehalten.

## Gemeindegliederung
Für die Gemeinde Tvořihráz sind keine Ortsteile ausgewiesen. Zu Tvořihráz gehören die Einschichten Loucký Mlýn (Aumühle) und Svatý Hubert.

## Sehenswürdigkeiten
- Schloss Tvořihráz mit Schlosskapelle des hl. Dominik, der Barockbau entstand nach 1689 als Sommerresidenz der Znaimer Dominikaner. Nach dem Brand von 1732 wurde es umgestaltet. Sein heutiges Aussehen erhielt es beim Umbau von 1900. Unter dem Schloss befinden sich ausgedehnte Weinkeller, in denen früher der Messwein gelagert wurde. 1948 wurde das Schloss verstaatlicht, danach diente es als Büro der JZD und wurde dem Verfall preisgegeben. Nach der Sanierung wurde 2013 in zwei Erdgeschossräumen eine Ausstellung zum Leben im ländlichen Raum eingerichtet, sie hat keine festen Öffnungszeiten und wird auf Wunsch geöffnet.[6]
- Steinerne Brücke über die Jevišovka, erbaut 1706 unter dem Prior Sebastian Michel
- Statue des hl. Johannes von Nepomuk neben der Brücke
- Gemauerter Etagenbildstock an der Straße nach Horní Dunajovice
- Gemauerte Grotte mit Figur der Maria mit Jesuskind, an der Schule
- Ehemalige Wassermühle Loucký mlýn
- Mühle Hamr in Tvořihráz
- Forsthaus Svatý Hubert